# شفاف‌بالان
شفاف‌بالان (نام علمی: Diaphanopterodea) نام یک راسته از زیررده بال‌داران است.